# Kulturpolitik
Kulturpolitik bezeichnet in einem engeren Verständnis alles Handeln eines Staates im Bereich der Kunst (bildende Kunst, darstellende Kunst, Musik, Literatur). In einem weiteren Verständnis umfasst Kulturpolitik auch weitere Formen gesellschaftlicher Beziehungen wie Sprache und Schulpolitik.
Eine exakte Definition der Kulturpolitik hängt vom jeweils zugrundeliegenden theoretischen Konzept von Kultur und Politik ab.

## Träger der Kulturpolitik

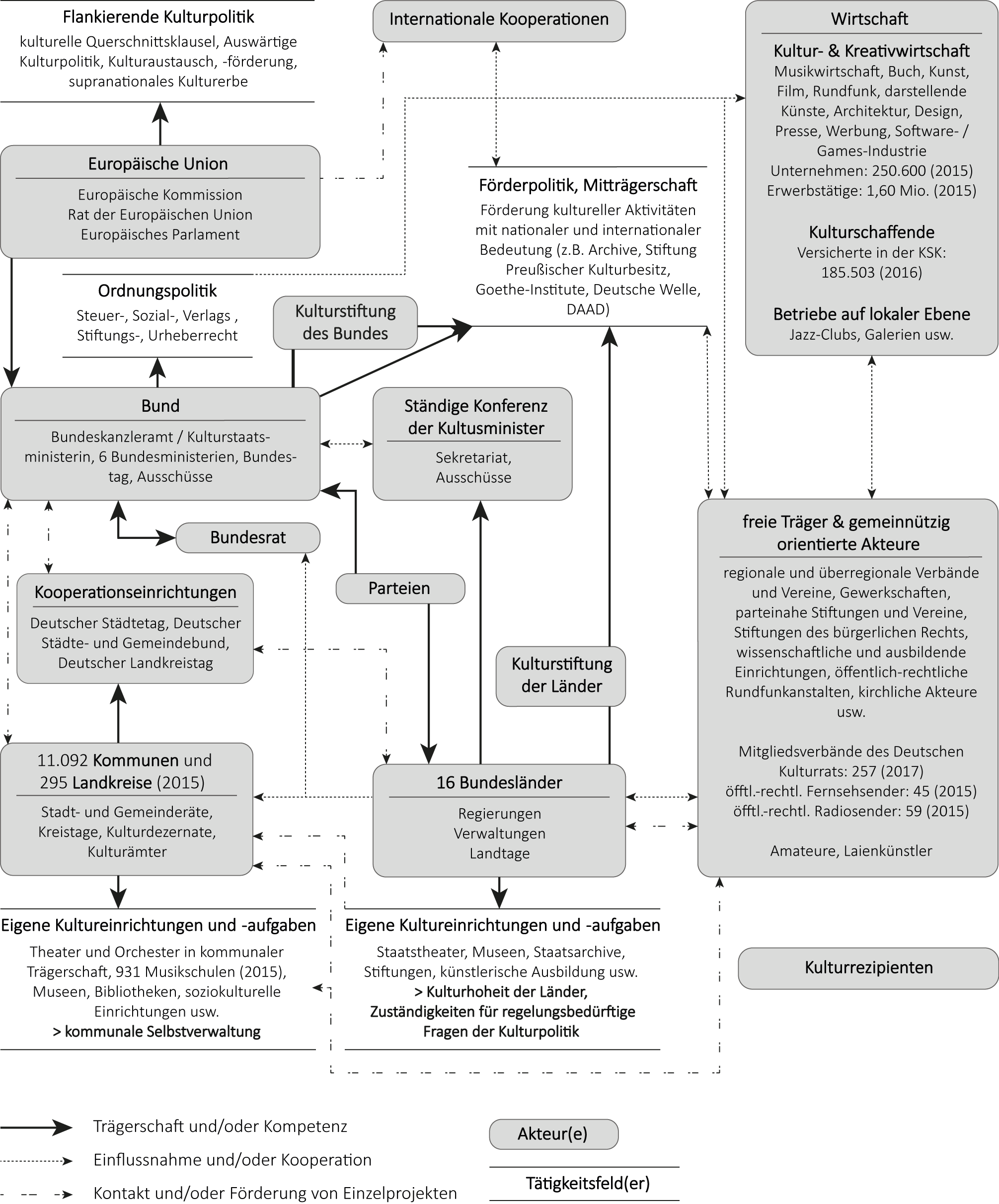
Diese Grafik gibt einen Überblick über das Feld der Kulturpolitik in Deutschland und zeigt, welche Akteure maßgeblich involviert sind, in welchen Tätigkeitsbereichen sie aktiv sind und in welcher Beziehung die Akteure zueinander stehen. Quelle: Michael Flohr in Anlehnung an Jörg-Uwe Nieland.

Träger der Kulturpolitik sind nicht ausschließlich staatliche Institutionen, sondern auch private Institutionen wie Stiftungen, Vereine und Sponsoren. In Deutschland ist die Kulturpolitik in erster Linie Aufgabe der Bundesländer, die ihre Kulturpolitik zum Teil in der Kultusministerkonferenz koordinieren. In diesem Kontext wird von der Kulturhoheit der Länder gesprochen.
Nach dem Zweiten Weltkrieg übernahmen in Deutschland zunächst die Besatzungsmächte in den Besatzungszonen die Kulturpolitik. In der sowjetischen Zone wurde 1945 der Kulturbund als kulturpolitische Institution für ganz Deutschland gegründet, konnte sich in den Westzonen aber wegen des begründeten Verdachts der kommunistischen Unterwanderung nicht behaupten. In Ostdeutschland ordnete sich der Kulturbund in die zentral gelenkte Kulturpolitik der SED ein, wobei die Trägerbetriebe als kulturpolitische Institutionen eine grundlegende Rolle spielten. In Westdeutschland gab es auch noch nach Gründung der Bundesrepublik zunächst nur in Ausnahmen Gesetzgebungskompetenzen im Bereich der Kulturpolitik. Dazu gehören z. B. die Auswärtige Kulturpolitik, der Schutz deutschen Kulturguts gegen Abwanderung ins Ausland (Artikel 73 I Nr. 5a Grundgesetz) und das Urheberrecht und das Verlagsrecht (Artikel 73 I Nr. 9 Grundgesetz).
Ein großer Anteil der Kulturpolitik wird auf kommunaler Ebene (Kommunale Kulturpolitik) geleistet. Soweit nicht Landesgesetze die Kommunen zur Bereithaltung von Kultureinrichtungen verpflichten (z. B. öffentliche Bibliotheken und kommunale Archive als pflichtige Selbstverwaltungsaufgaben in einigen Bundesländern), ist die Unterhaltung von Kultureinrichtungen (z. B. Museen) typische freiwillige Selbstverwaltungsaufgabe der Kommunen.

Gerd Hergen Lübben: Text-Transparent „KULTUR IST …“ (Während des Diskursprojekts „KULTUR 90“ 1988 in Essen aus dem Fenster gehängt.)

Zu Themenstellungen wie Zukunft der Arbeitsgesellschaft und neue Wege der Kulturpolitik (Hermann Glaser), Ist die Bundesrepublik ein Kulturstaat? (Jost Hermand), Kulturpolitik und die Postmoderne (Wolfgang Welsch) und Gesellschaftlicher Wertwandel und kulturpolitische Innovation (Helmut Klages) sowie im ambitionierten Vorlauf zur konkreten Vorbereitung einer Bewerbung um die Benennung des Ruhrgebiets als Kulturhauptstadt Europas 2010 (= RUHR.2010) fand 1987 in Essen ein Forum Kulturwissenschaft und Kulturvermittlung statt, an dessen Durchführung der Autor (und damaliger Leiter der Essener Volkshochschule) Gerd Hergen Lübben als kommunaler Vertreter mitwirkte; sein Text-Transparent „KULTUR IST …“ wurde als öffentlicher Diskussionsbeitrag während des kulturpolitischen Diskurs-Projekts KULTUR 90 vom Essener Haus der Erwachsenenbildung „aus dem Fenster gehängt“.

## Bereiche der Kulturpolitik
Kulturpolitik lässt sich in sechs Hauptbereiche gliedern, die teilweise selbst wieder als eigenständige Politikfelder definiert werden:
- Bildung einschließlich der Schulen und der Erwachsenenbildung.
- Wissenschaft einschließlich des Hochschulwesens und der Forschung.
- Kunst einschließlich des Schutzes und der Pflege von Kulturgütern.
- Religionspolitik einschließlich des Verhältnisses von Staat und Kirche.
- Medienpolitik einschließlich der Regelung von Presse und Rundfunk.
- Sportpolitik einschließlich der Maßnahmen und Richtlinien zur Sportförderung
- Rechtliche Rahmensetzung für den gesamten Kulturbetrieb

## Kulturförderung und Schaffung von Rahmenbedingungen
Eine Hauptaufgabe der Kulturpolitik ist die Kulturförderung. Im traditionellen Verständnis der Kulturpolitik gehört hierzu die direkte Finanzierung öffentlicher Institutionen (z. B. Theater, Museen, Bibliotheken) und privater Kulturschaffender (z. B. Filmförderung, Kunstvereine). Die finanzielle Variante der Kulturförderung umfasst zudem die Vergabe von Preisen und Stipendien. Eine Förderung der Kultur findet weiterhin durch die Schaffung rechtlicher und sozialer Rahmenbedingungen (z. B. Steuerrecht, Medienrecht, Sozialpolitik) statt. Dadurch wird auch eine private Kulturförderung ermöglicht. Auf der Ebene des Bundes sind die Auswirkungen auf die Kulturarbeit durch die Gesetzgebungsaktivitäten größer als die Akzente, die die direkte Kulturförderung setzt.
Durch den Koalitionsvertrag zwischen SPD und Bündnis 90/Die Grünen zur Bildung der Bundesregierung Schröder II ab 2002 geriet „die weitere Verbesserung der rechtlichen Rahmenbedingungen für Kunst und Kultur. Dazu gehört die stärkere Berücksichtigung der kulturellen Dimension der Gesetzgebung des Bundes und ggf. von großen Planungsvorhaben (Kulturverträglichkeitsprüfung)“.

## Internationale Kulturbeziehungen
Zwischenstaatliche Kulturpolitik betrifft die internationalen Kulturbeziehungen. Diese bezeichnen die aktive Vermittlung der Kultur eines Staates in der Welt. Betrieben wird diese vor allem durch die Einrichtung von Kulturinstituten (z. B. Goethe-Institut), in denen die Angehörigen eines Landes die Kultur des Trägerlandes vor allem durch Sprachkurse und die Nutzung umfassender Bibliotheken nutzen können. Eine weitere Variante ist die Einrichtung weltweit empfangbarer Fernseh- und Radiosender, die sich in ihrer Programmgestaltung bewusst nicht an Inländer richten. Im Zeitalter der Globalisierung dient die Auswärtige Kultur- und Bildungspolitik, die in erster Linie von Industriestaaten betrieben wird, dem Wettbewerb um hoch qualifizierte Arbeitskräfte.
Im aktuellen Diskurs der Kulturpolitik ist Kulturdiplomatie als reiner Kulturexport eines Landes stark umstritten. In Deutschland gilt die deutsche Auswärtige Kultur- und Bildungspolitik seit Willy Brandt als dritte Säule der Außenpolitik und dient mittlerweile nicht mehr nur der Außendarstellung eines Landes, sondern gilt auch als Instrument der Vermittlung zwischen Nationen. Auswärtige Kultur- und Bildungspolitik unterstützt also auch den Austausch und den Dialog. In der Zusammenarbeit mit Entwicklungs- und Transformationsländern werden zudem Programme der Kapazitätenentwicklung und Professionalisierung, etwa für Journalisten, angeboten.
Der wissenschaftliche Dienst des Deutschen Bundestages veröffentlichte 2003 eine 54-seitige Studie mit dem Titel „Kulturpolitische Debatten in Deutschland seit 1945“.

## Kritik an der Kulturpolitik in Deutschland
Die staatliche Kulturpolitik, wie sie der Bund, aber vor allem auch Länder und Gemeinden und Kirchen in der Bundesrepublik Deutschland betreiben, steht in verschiedener Hinsicht in Kritik, mitunter wird sogar von einer „systemimmanenten Sinn- und Strukturkrise“ oder vom drohenden „Kulturinfarkt“ gesprochen. Bemängelt wird unter anderem die Prioritätensetzung bei der Auswahl der „Förderwürdigkeit“. Des Weiteren wird von Betroffenen die Nichtberücksichtigung kultureller Minderheiten (Subkultur) bei der Stadtentwicklung und in den Öffentlich-rechtlichen Massenmedien (Kulturauftrag) bemängelt. Dies drückt sich auch in Demonstrationen wie der Fuckparade, der Frankfurter Nachttanzdemo und Bündnissen wie der Berliner Radiokampagne aus.

## Europäische statt nationaler Kultur
„Wenn wir über Europa reden, reden wir im Kern über eine Idee. Und der Kern des Kerns dieser Idee ist Kultur[.]“

„Im Laufe der Zeit brach sich die Erkenntnis Bahn, dass eine übergreifende europäische Kultur jenseits der Nationalkulturen vor vielem Anderen die ‚europäische Identität‘ ausmacht[.]“

Die den beiden Zitaten zugrunde liegende Idee lag der Ausrufung des Europäischen Jahres des Kulturerbes 2018 zugrunde. Nach Matthias Wemhoff, dem Vorsitzenden des Nationalen Programmbeirats für das Kulturerbejahr, soll dieses einen Beitrag dazu leisten, die Idee einer „nationalen Leitkultur“ in Frage zu stellen und damit den Nationalismus in Europa zu bekämpfen, indem den Menschen gezeigt werde, dass der Geist, aus dem heraus sie lebten, ein „europäischer Geist“ sei.

## Kulturpolitikforschung
Die Kulturpolitikforschung befindet sich in Deutschland noch in einer Forschungsnische. Vorwiegend reflektieren Praxisakteure ihre Erfahrungen in Publikationen. Das Institut für Kulturpolitik der Kulturpolitischen Gesellschaft ist als anwendungsbezogenes, außeruniversitäres Forschungsinstitut eines der prägenden Forschungseinrichtungen zu Kulturpolitik in Deutschland.
In der Politikwissenschaft forschten bislang nur vereinzelte Autoren und Autorinnen zur Kulturpolitik. Über die kommunale Kulturpolitik veröffentlichte Kilian H. Lembke 2017 eine Studie über das Fallbeispiel Norderstedt, bezogen auf die Landesebene legte Michael Flohr 2018 eine Analyse des sich selbst als „Kulturland“ bezeichnenden Freistaats Thüringen vor. Beide Studien beziehen sich u. a. auf einen netzwerkanalytischen Ansatz, der sich als Methode für die Untersuchung von Politikfeldern verbreitet und bewährt hat.
Ein ausführliches Dokument zur Lage kulturpolitischer Maßnahmen weltweit stellt der Weltbericht Kulturpolitik Neu | Gestalten (2018) der UNESCO-Konvention zum Schutz und zur Förderung kultureller Vielfalt (2005) dar.

## Studium
Kulturpolitik wird in Deutschland nicht als alleiniger Studiengang angeboten. Bei zwei der vielfältigen Kulturmanagement-Studiengänge in Deutschland findet sich jedoch ein Modul zum Thema der Kulturpolitik. Eine der Hochschulen ist die Hochschule Zittau/Görlitz mit dem Bachelor und dem Master Kultur und Management. An der Universität Hildesheim gibt es zudem das Institut für Kulturpolitik, welches den Bachelor Kulturwissenschaften und ästhetische Praxis sowie den Master Kulturvermittlung anbietet. Des Weiteren kann im Rahmen eines Politikstudiums eine Vertiefung in Richtung Kultur vorgenommen werden.